# Estrusione fetale post-mortem
L'estrusione fetale post-mortem (in inglese Coffin birth) è un fenomeno raro in ambito medico, che consiste nell'espulsione del feto, solitamente senza vita, attraverso l'apertura vaginale del corpo in decomposizione della donna deceduta durante la gravidanza.
Si ritiene che casi del genere si siano verificati nel XIV secolo, come attestano i ritrovamenti di resti di una donna deceduta a causa della peste del 1348 e del suo bambino, avvenuti nel 2006 in Liguria.
Nel 1904 John Whitridge Williams scrisse un manuale di ostetricia che includeva un capitolo sull'estrusione fetale post-mortem; l'argomento fu poi escluso nella tredicesima edizione del 1966 e nell'edizione pubblicata nel 2009.

## Cause
Durante il processo di decomposizione si assiste ad una diminuzione di ossigeno, accompagnata dal moltiplicarsi dei batteri anaerobici, che portano all'accumulo di gas come diossido di carbonio e metano creati dalla disgregazione del corpo.
Questi batteri producono esoenzimi che rompono cellule e proteine indebolendo i tessuti dell'organo.
Nei tessuti deboli si distribuiscono gas che si inseriscono e si diffondono nel sistema circolatorio, causando l'ingrossamento del busto e degli arti, di solito due o cinque giorni dopo la morte, indebolendo l'integrità strutturale degli organi.
I gas causano un notevole gonfiamento del corpo, dando origine ad un processo simile alle contrazioni delle donne durante un normale parto.
L'incremento del volume dei gas, dopo il decesso, preme sull'utero, spingendo il feto attraverso il condotto vaginale; occasionalmente viene spinto all'esterno anche l'utero: questo processo è conosciuto come prolasso.
È stato osservato che i corpi di donne che hanno partorito più di una volta, sono più propensi ad espellere il feto durante la decomposizione; ciò avviene raramente nelle primipare poiché la loro cervice uterina è meno elastica.

## Casi documentati
Il primo caso documentato di estrusione post-mortem fu nel 1551: una vittima dell’Inquisizione spagnola. Quattro ore dopo la morte, mentre la donna era ancora impiccata, due bambini morti furono visti uscire dal corpo. 
Questo è inusuale per la poca distanza di tempo trascorso tra la morte e il rilascio dei feti. Non avendo informazioni riguardanti altre circostanze, non è chiaro cosa abbia accelerato la decomposizione o se vi fossero altri fattori in azione.
Nel 1633, a Bruxelles, una donna morta a causa di convulsioni diede alla luce un bambino tre giorni dopo la sua morte.
Nel 1677, una madre morì durante il travaglio e sei ore dopo furono osservati dei movimenti addominali e diciotto ore dopo nacque un bambino morto.
Nel 1861 una donna diede alla luce un bambino di otto mesi sessanta ore dopo essere morta per delle convulsioni.
Nel 2005, ad Amburgo, una donna fu trovata morta per overdose 
nel suo appartamento e in uno stato avanzato di decomposizione. Durante l'autopsia, fu notato che la testa e le spalle del feto le sporgevano dalla vagina.
Nel 2006, in Liguria, furono scoperti i resti, risalenti al XIV secolo, di una donna e del suo bambino non nato deceduti a causa della peste.
Nel 2007, in India, si è avuto il caso di un'estrusione fetale con sopravvivenza del bambino. La madre morì durante le contrazioni, ma il suo corpo completò il parto al posto suo. Il bambino fu trovato vivo e ancora attaccato al cadavere della madre.
Nel 2009, a Toronto, una donna al settimo mese di gravidanza diede alla luce il suo bambino in una bara. La madre era morta a causa di un incidente e circa ventitré ore dopo, poco prima che venisse seppellita, gli operatori cimiteriali udirono un pianto, scoprendo il corpo del bambino ancora vivo.
Nel 2013, una donna eritrea incinta affogò quando l’imbarcazione che la stava portando in Italia si capovolse.
Quando fu rinvenuto il corpo, il feto fu ritrovato nei suoi pantaloni.
il 13 aprile del 2003, una coppia che stava passeggiando con il cane vicino ad una zona paludosa della baia di San Francisco trovò il corpicino di un feto maschio; alcuni giorni dopo fu ritrovato il cadavere di Laci Peterson che era incinta quando fu assassinata dal marito. Il cadavere della donna (trovata in avanzato stato di decomposizione) aveva espulso il feto.

## Bioarcheologia
L'estrusione fetale post-mortem può essere molto difficile da riconoscere una volta che un corpo ha subito una completa scheletrizzazione (ultima fase della decomposizione); i bioarcheologi sono spesso molto cauti nell'affermare l'effettivo verificarsi di questo fenomeno.
Ci sono numerose ragioni culturali per cui la madre e il suo bambino possano essere interrati insieme, perciò la presenza di resti neonatali e di femmina adulta non possono essere sempre collegati a un evento di estrusione fetale post-mortem.
Quando si valuta la posizione di un feto e dell’adulto si tiene conto di alcune linee guida:
- Se il feto è trovato in una posizione fetale, adagiato nella cavità pelvica dell’adulta, significa che il feto è stato espulso dopo il sotterramento della madre che probabilmente è morta a causa di complicazioni durante il travaglio. Si parla così di “Coffin birth”
- Se l’infante si trova a lato della donna, con la testa orientata nella medesima direzione dell’adulto, non si tratta di estrusione fetale post-mortem in quanto il bambino è nato (naturalmente o per taglio cesareo)

## Fenomeni simili
Ci sono casi dove i resti del feto sono stati trovati separati dal corpo della madre. La separazione dei due corpi potrebbe essere influenzata da fattori esterni, si tratta di casi simili a quelli di estrusione fetale post-mortem.
Il processo di separazione non è comune ed è per questo che la comunità scientifica non ha mai proposto un nome per identificarlo.
Nell’aprile del 2003, il corpo di una donna è affiorato vicino alla Baia di San Francisco. Quando era scomparsa, quattro mesi prima, era in stato interessante; il feto trasportato dal mare è stato ritrovato in una spiaggia diversa.
All’inizio i medici avevano dichiarato ai media che si poteva trattare di un’estrusione fetale post-mortem; dopo un’autopsia della cervice è stata diffusa la notizia che la donna si trovava in una condizione di pre-parto. 
Alla fine si è concluso che la pelle della donna nella cavità addominale si era rotta a causa del processo naturale di decomposizione. L’acqua del mare era entrata nella cavità addominale e aveva espulso la maggior parte degli organi interni insieme al feto.
Nel 2008, in Germania, una donna al terzo trimestre fu coinvolta in un incidente che la uccise; il feto, morto, fu ritrovato ai suoi piedi.
Il veicolo aveva preso fuoco poco dopo l’incidente e la donna non aveva avuto modo di mettersi in salvo anche a causa di alcune lesioni riportate. Gli investigatori conclusero che il fuoco aveva bruciato il tessuto epidermico e sottocutaneo intorno alla cavità addominale, provocando la rottura dell’utero e l’uscita del feto attraverso la cavità uterina. 
Il cordone ombelicale fu trovato intatto e ancora connesso al feto e alla placenta. 
A differenza della madre su cui sono state ritrovate delle bruciature, il bambino si trovava pressoché illeso.
I casi verificatisi nel 2003 e nel 2008 non sono considerati eventi di estrusione fetale post-mortem, in quanto la causa primaria del rilascio del feto non fu il processo di decomposizione ma l'intervento di fattori esterni.